# 鴨池市民球場
鴨池市民球場（かもいけしみんきゅうじょう）は、鹿児島県鹿児島市鴨池二丁目にある野球場。市の正式名称は鴨池公園野球場（かもいけこうえん・やきゅうじょう）だが、一般的には近接する鹿児島県立鴨池野球場設置後、その区別のため鴨池市民球場と呼ばれる。施設は鹿児島市が所有し、ビルメン鹿児島・桂造園共同企業体が指定管理者として運営管理を行っている。

## 歴史
1928年に野球用グラウンドとして整備され、その後はスタンド建設や増築など改修を行いながら使用されてきた。高校野球などアマチュア野球公式戦をはじめ、プロ野球の公式戦やキャンプなどが行われていたが、敷地が狭隘で増築が難しい上、1972年には鹿児島県が国民体育大会の開催を控えており本格的なスポーツ施設が必要となったことから、1970年12月に鹿児島県立鴨池野球場が完成、プロ野球の開催は県立に移行し、事実上県立鴨池のサブグラウンドとなった。しかし市民球場ではプロ公式戦の開催は無くなったが、その後もアマチュア野球公式戦が行われている。
1936年5月10日、佐賀商業と鹿児島商業の試合中に三塁側スタンドが突如崩壊。試合を観戦していた中学生ら1人以上が死亡、20数名が重軽傷。
1989年にスタンドが全面改築された。
また2007年2月まで千葉ロッテマリーンズの一軍がこの県立・市民両球場を中心とした鴨池公園内各施設で春季キャンプを実施していた。また韓国プロ野球・ロッテジャイアンツやネクセンヒーローズも春季・秋季キャンプの一環として、ここで練習を行うことがある。
2014年冬にはスコアボードを一新。得点経過や選手名・審判名表示部は磁気反転式（白色）で、カウント表示がLED化されるなど視認性が向上した。
2015年2月から3月にかけ韓国プロ野球・KTウィズ、2018年2月から3月にかけ韓国プロ野球・SKワイバーンズ二軍の春季キャンプが実施されている。

## プロ野球公式戦開催実績
2020年終了時点で4試合開催。内訳は1リーグ時代1試合、セ・リーグ1試合、パ・リーグ2試合。
- 1949年8月18日 大阪タイガース 1-10 阪急ブレーブス
- 1950年8月20日 西鉄クリッパース 4-3 阪急ブレーブス
- 1951年8月11日 東急フライヤーズ 0-9 南海ホークス
- 1952年5月21日 広島カープ 0-10 読売ジャイアンツ

## 施設概要
- 構造：内野 鉄筋コンクリート造一部2階建、 外野スタンド 盛土芝張り
- グラウンド面積：13,000m2
- 内野：土、外野：天然芝
- 両翼：93m、中堅：120m
- 収容人員：7,000人
  - 内野スタンド：ネット裏上段180席分に上屋架設
- 照明設備：なし
- スコアボード：磁気反転式

## 交通
- 鹿児島市電谷山線・鴨池電停より徒歩約3分